# Grabowo (Grabiny-Zameczek)
Grabowo (kaszb. Grabòwa) – nieoficjalny przysiółek wsi Grabiny-Zameczek w Polsce położony w województwie pomorskim, w powiecie gdańskim, w gminie Suchy Dąb.
Przysiółek leży na obszarze Żuław Gdańskich w pobliżu ujścia Kłodawy do Motławy, jest częścią składową sołectwa Grabiny-Zameczek.
W latach 1975–1998 miejscowość administracyjnie należała do województwa gdańskiego.